# Sinployea
Sinployea é um género de gastrópode  da família Charopidae.
Este género contém as seguintes espécies:
- Sinployea atiensis
- Sinployea andrewi
- Sinployea avanaensis
- Sinployea canalis
- Sinployea decorticata
- Sinployea harveyensis
- Sinployea kusaieana
- Sinployea otareae
- Sinployea peasei
- Sinployea pitcairnensis
- Sinployea planospira
- Sinployea proxima
- Sinployea rudis
- Sinployea tenuicostata
- Sinployea youngi